# Байбурт (провінція)
Байбурт (тур. Bayburt) — провінція в Туреччині, розташована в Чорноморському регіоні. Столиця — Байбурт.
| Туреччина | Це незавершена стаття з географії Туреччини. Ви можете допомогти проєкту, виправивши або дописавши її. |